# Kie Kusakabe
Pour les articles homonymes, voir Kusakabe.
Kie Kusakabe (日下部 基栄, Kusakabe Kie) est une judokate japonaise née le 11 octobre 1978 à Fukuoka.

## Biographie
Elle dispute les Jeux olympiques d'été de 2000 à Sydney où elle remporte la médaille de bronze.

## Palmarès

### Jeux olympiques
- Jeux olympiques d'été de 2000 à Sydney
  -  Médaille de bronze en -57 kg[1]

### Championnats du monde
- Championnats du monde de judo 2001
  -  Médaille de bronze en -57 kg

### Championnats d'Asie
- Championnats d'Asie de judo 2004
  -  Médaille de bronze en -57 kg
- Championnats d'Asie de judo 2003
  -  Médaille d'or en -57 kg
- Championnats d'Asie de judo 2000
  -  Médaille d'or en -57 kg
- Championnats d'Asie de judo 1997
  -  Médaille d'argent en -61 kg

### Jeux asiatiques
- Jeux asiatiques de 2002
  -  Médaille d'argent en -57 kg
- Jeux asiatiques de 1998
  -  Médaille de bronze en -57 kg